# HAL 9000

Eines von HALs Interfaces im Raumschiff, mit Kameraauge und Lautsprecher

HAL 9000 ist der fiktive Computer mit Künstlicher Intelligenz des Raumschiffs Discovery in den Filmen 2001: Odyssee im Weltraum (Buch: Arthur C. Clarke, Regie: Stanley Kubrick) und 2010: Das Jahr, in dem wir Kontakt aufnehmen (Buch: Arthur C. Clarke, Regie: Peter Hyams).

## Ursprung der Benennung
Weit verbreitet ist die – allerdings irrige – Vermutung, HAL sei die Verballhornung des Markennamens der US-Computerfirma IBM, da die Buchstabenfolge H-A-L das Ergebnis der Dekrementation der Buchstabenfolge I-B-M ist (die Buchstaben H, A und L stehen im Alphabet jeweils unmittelbar vor den Buchstaben I, B und M). Arthur C. Clarke hat dieser Behauptung stets widersprochen:

“I would like to demolish one annoying and persistent myth, which started soon after the movie was released. As is clearly stated in the novel (Chapter 16), HAL stands for Heuristically programmed ALgorithmic computer. […] However, once a week some character spots the fact that HAL is one letter ahead of IBM, and promptly assumes that Stanley and I were taking a crack at that estimable institution.”

„Ich möchte einen ärgerlichen und hartnäckigen Mythos zerstören, der bereits kurz nach der Veröffentlichung des Films auftauchte. Wie im Roman (Kapitel 16) deutlich gesagt, steht HAL für Heuristisch programmierter ALgorithmischer Computer. [… ] Aber ungefähr einmal pro Woche entdeckt irgendein Typ, dass HAL jeweils ein Buchstabe vor IBM ist, und geht prompt davon aus, dass Stanley und ich einen Witz über diese geschätzte Institution machen wollten.“

## HALs Rolle in2001: Odyssee im Weltraum
HAL zeigt während der Reise zum Planeten Jupiter mehr und mehr eine Art neurotisches Verhalten. Er scheint sich in der Fehleranalyse des Antennenmoduls AE-35 zu irren (oder vielleicht täuscht er auch nur einen Fehler vor; dies wird im Film nicht deutlich). Nachdem er herausgefunden hat, dass die Besatzung ihn abschalten will, falls sich die Irrtümlichkeit seiner Fehleranalyse bestätigen sollte, versucht er, die Besatzung auszuschalten, um seine Mission zum Jupiter fortführen zu können – „unbeirrbar und allein“. Dazu tötet er Frank Poole während dessen Weltraumausstiegs und tötet den restlichen Teil der Besatzung: tief schlafende Wissenschaftler (siehe zum Verhalten HALs auch: Doppelbindungstheorie). David Bowman jedoch überlebt. Es gelingt ihm, mit einem autarken Raumanzug in den Zentralraum von HAL einzudringen und dessen höhere Funktionsmodule eins nach dem anderen manuell zu deaktivieren.
Während der sukzessiven Abschaltung regrediert HAL zusehends und beginnt schließlich, das Kinderlied Daisy Bell (A Bicycle Built for Two) vorzutragen. (Das Lied war 1962 auf einem von John Kelly, Carol Lockbaum und Max Mathews programmierten IBM-704-Computer abgespielt worden. Kubrick benutzte dies als Inspiration.) In der deutschen Synchronfassung wurde daraus Hänschen klein. Das Besondere und möglicherweise Einzigartige an dieser Szene (vor allem im Vergleich zu anderen Science-Fiction-Filmen dieser Zeit) ist die anscheinende Menschenähnlichkeit HALs und die damit verbundene Umkehrung der klassischen Stereotype. Bowman, der sichtliche Probleme hat, die Fassung zu wahren, zerstört langsam ein scheinbar selbstbewusstes, emotionales Computer-Wesen, dessen Fähigkeit zu wirklichen Emotionen noch zu Beginn der Mission von der Besatzung während eines Interviews mit The World Tonight angezweifelt worden war. HAL zeigt ein Verhalten ähnlich großer Angst vor seiner Abschaltung, und das Lied, das ihm von seinem Lehrer (im Buch Dr. Chandra, im Film Dr. Langley) nach seiner Inbetriebnahme beigebracht worden war, ist ein Kinderlied, weil HAL lernfähig, aber ungeprägt konstruiert ist und daher wie ein Kind erzogen, sozialisiert und enkulturiert worden war.
Im Nachfolgefilm 2010: Das Jahr, in dem wir Kontakt aufnehmen, der 1984 nicht von Kubrick, sondern von Peter Hyams – zugleich als Produzent und Regisseur – gedreht wurde, wird das erdgebundene, baugleiche Modell SAL 9000 vorgestellt. Seine Stimmmodulation ist im Gegensatz zu HAL 9000 weiblich, sein „Auge“ leuchtet blau, im Gegensatz zu HALs, das rot leuchtet.
Gesprochen wurde HAL in der Originalfassung von Douglas Rain, in der deutschen Fassung von Peter Schiff.
In 2010 wird HAL von Dr. Chandra reaktiviert. Am Ende dieser Geschichte wird die Discovery mit HAL von der Explosion Jupiters verschlungen. Im Roman 2061 – Odyssee III erfährt der Leser schließlich, dass HAL „überlebt“ hat. Er wird im letzten Teil der Tetralogie, 3001 – Die letzte Odyssee, mit der Hilfe des reanimierten Dr. Frank Poole, den Monolithen auf dem Mond Europa deaktivieren.

## Geburtstagsfeiern und Ehrungen
Sowohl der 12. Januar 1992, der im Film genannte Tag seiner Inbetriebnahme in den fiktionalen HAL-Laboratorien in Urbana (Illinois), als auch der 12. Januar 1997 im gleichnamigen Buch von Arthur C. Clarke gelten als der „Geburtstag“ von HAL 9000 und wurden jeweils weltweit von Informatikern und Science-Fiction-Fans gefeiert. Stanley Kubrick, der den Termin der Inbetriebnahme von HAL für den Film vorverlegt hatte, da er der Meinung war, dass Computer im Jahr 1997 mehr können würden als HAL, reagierte ungehalten auf die Feierlichkeiten, welche im Jahr 1997 zum „Geburtstag“ im Virginia-Filmtheater in Illinois abgehalten wurden.
HAL 9000 wurde im Jahr 2003 in die Robot Hall of Fame aufgenommen.
Der Asteroid (9000) Hal wurde nach HAL benannt.

## Anspielungen auf HAL
Anspielungen auf HAL findet man in vielen Filmen und Medienanwendungen.

### Film und Fernsehen
- Der Autopilot des Raumschiffes „Axiom“ aus dem Film WALL·E – Der Letzte räumt die Erde auf, der ein rotes HAL-Auge hat, soll verhindern, dass die Menschheit zur Erde zurückkehrt.
- Daves Laptop im Film Independence Day zeigt das „Auge“ von HAL an und sagt mit bekannter Stimme „Guten Morgen, Dave“, als dieser aufbricht, um das Mutterschiff mit dem Virus zu infizieren.
- In einer Episode der Simpsons wird im Haus der Simpsons der Computer Pierce installiert, der die Synchronstimme von Pierce Brosnan und HALs charakteristisches rotes Auge hat. Er versucht, Homer zu ermorden.
- In einer Episode von Futurama wird ebenfalls auf HAL 9000 angespielt, jedoch ist der Computer in diesem Falle weiblich und versucht aus enttäuschter Liebe zu Bender, einem Roboter und Besatzungsmitglied, die Crew umzubringen. Auch die Szene aus 2001: A Space Odyssey, in der HAL abgeschaltet wird, wurde in der Episode verarbeitet. Ebenfalls taucht in einigen Folgen der Serie das HAL Institute for criminally insane robots auf, eine geschlossene Anstalt für psychisch gestörte, kriminelle Roboter.
- Die gegen Dr. Frank Poole gespielte Schachpartie ist oft vor dem Hintergrund des Filmgeschehens analysiert worden.
- Die Computerfirma Apple verwendete HAL in einem Werbespot in den 1990er Jahren. Weiterhin beruft sich Siri bei einigen Fragen zu ihrem Selbstbewusstsein auf von HAL gelernten Methoden.
- Eine weitere Anspielung findet sich in Disneys große Pause (Originaltitel: Recess).
- In der Folge Trapper Keeper der Serie South Park mutiert Cartman zu einem Wesen, das Katsuhiro Otomos Akira ähnelt. Als Kyle in seinen Körper eindringt, wird die Szene der Abschaltung von HAL zitiert.
- In einer weiteren Folge aus South Park namens You Have 0 Friends erhält Stan, nachdem er versucht, seinen Facebook-Account zu löschen, vom System die Nachricht „I’m afraid I can’t let you do that, Stan Marsh.“, eine Anspielung auf das Zitat von HAL, „I’m afraid I can’t do that, Dave.“
- In der Komödie Die unglaubliche Reise in einem verrückten Raumschiff (Originaltitel: Airplane II: The Sequel) versucht der Bordcomputer des Space Shuttle MAYFLOWER II gleichfalls, seine Crew umzubringen – und kommentiert sein Vorgehen in HALs Stimmlage. Unter anderem sagt die Computerstimme, dass die angezeigte Computerkernüberhitzung nicht vorliegt und ein „menschlicher“ Fehler die Ursache sei. Der Pilot will daraufhin den Computer sprengen.
- In der zweiten Folge der ersten Staffel der britischen Sitcom Spaced gibt es eine Szene, in der auf Tim und Daisys Kühlschrank Call 900 zu lesen ist. Während Daisy und Brian einen Dialog aus 2001: A Space Odyssey sprechen, pfeift Tim den Song Daisy, den auch HAL singt, während Dave ihn deaktiviert.
- In der 13. Folge der amerikanischen Serie Knight Rider (2008) vergleicht Michael KITT mit HAL, worauf dieser ärgerlich wird und seinerseits eine Bemerkung über Michaels geistige Fähigkeiten macht. Außerdem befindet sich in KITTs Cockpit als Stimmen-Anzeige eine Glaskugel mit einem roten Punkt darin, ähnlich HALs rotem Auge.
- Im Anime Film DBZ – Der stärkste auf Erden ist der Antagonist Dr. Willow, ein großer Kampfroboter dessen rotes Kameraauge an das von HAL erinnert.
- Im Anime Majin Tantei Nōgami Neuro wird in Folge 16 von Prof. Haruka Eisuke ein Programm geschrieben, welches eigenständig agiert und durch Sublimation Menschen veranlasst, zu töten. Dieses Programm nennt sich selbst „Denjin HAL“.
- In der Nachtschleife des Senders KiKA, in der Bernd das Brot den Telefoncomputer überlastet, erscheint in der Laufschrift „Ich habe Angst, Dave“.
- Im Film Moon spielt der Bordcomputer GERTY eine entscheidende Rolle und erinnert in Verhalten und der Art zu sprechen stark an HAL 9000. Auch hier ist die Art und Weise der Programmierung des Computers von großer Bedeutung für die Handlung.
- In einer Episode der Serie Tripping the Rift wird die Programmierung des Bordcomputers durch ein Programm ersetzt, das alle Befehle mit dem Satz „Das kann ich nicht tun, Dave“ verweigert.
- In der Episode 3 der Serie Odyssey 5 gibt es einen Professor Chandra (HALs Programmierer aus 2010: Das Jahr, in dem wir Kontakt aufnehmen), der eine künstliche Intelligenz erschaffen hat. Außerdem wird erwähnt, dass ein Computer wie HAL 9000 technisch leider noch in weiter Ferne ist.
- Die Drohnen im Film Oblivion besitzen rote HAL-Augen und versuchen, die Menschheit zu vernichten.
- TV Smiles machte 2013 Werbung für die gleichnamige App (Android sowie iOS) in Form und Art von HAL 9000.
- Im Kurzfilm Kung Fury gibt es ein sprechendes Auto namens Hoff 9000. Gesprochen wird es von David Hasselhoff.
- Im Tatort: HAL gibt es ein selbstlernendes Computerprogramm namens Bluesky, das außer Kontrolle gerät und den Programmierer, der das Programm abschalten will, durch manipulierte Daten in Verdacht bringt, ein Mörder zu sein, und dadurch auszuschalten versucht.
- Im Tatort: Borowski und das dunkle Netz regt Borowski sich über seine Sprachassistentin Sabine auf und sagt: „Ich werde dich löschen!“ Sie antwortet mit den Worten von HAL: „Das kann ich nicht zulassen!“ und „Ich habe Angst.“
- Im Thriller Das Haus (2021) zeigt ein Smart Home ein erratisches Verhalten, wobei die künstliche Intelligenz ein Eigenleben entwickelt und massenweise Lebensmittel bestellt. Illustriert wird sie durch einen rot leuchtenden Lüfter, der an das Kameraauge von HAL 9000 erinnert.
- In der Fernsehserie Star Wars: Skeleton Crew kann der Supervisor des Planeten At Attin durch sein Aussehen, insbesondere einem roten Auge als Anspielung auf HAL verstanden werden

### Computerspiele
- In der Spieleserie Metal Gear Solid gibt es eine Figur namens Hal Emmerich, welche die Hauptperson Solid Snake, der mit richtigem Namen David heißt, in der Abschaltung des Metal-Gear-Computersystems unterstützt. In einem alternativen Ende des Spiels bemerkt Snake den Zusammenhang ihrer Namen und schlägt scherzhaft vor, einen Abstecher zum Jupiter zu unternehmen.
- Wenn man mit seinem Raumschiff in den Computerspielen der X-Reihe Fracht aufnehmen will, die den Frachtraum übersteigt, sagt der Bordcomputer: „Nein Dave, das kann ich nicht tun.“
- Im Spiel Minecraft kann man in einigen Absturz-Meldungen Anspielungen auf HAL erkennen (z. B. das Lied „Daisy, Daisy...“)
- Im Computerspiel KKND2 werden zwei Missions-Briefings auf Seiten der Roboter von HAL durchgeführt (sein „Auge“ wird die ganze Zeit gezeigt); als Anspielung auf den Film lässt er auch den Satz fallen: „… das kann ich nicht zulassen, Dave!“
- Am Anfang des Spiels Darkstar One fragt Eona: „Was benutzt du für einen Schiffscomputer? Den HAL 3000?“ Darauf die Antwort: „5000!“ Eona: „5000? Ich dachte, der sei noch gar nicht raus?“
- In dem Spiel Portal wird man von einem Computersystem namens GLaDOS durch eine Art Labyrinth geführt. Man wird im Spiel von Kameras beobachtet, welche im Inneren rot leuchten, ähnlich wie bei HAL. Außerdem verfügen tragbare Geschütztürme innerhalb des Spieles ebenfalls über ein rotes Kameraauge.
- Im Spiel Anstoss 3 gibt es in der Statistikabteilung den HAL 8000 als teuerstes und umfangreichstes Statistikelement auszuwählen.
- Wenn man im Spiel Warpfire-Thurmalite Wars von einer künstlichen Intelligenz einen Auftrag annimmt und danach wieder auf das Schiff der KI klickt, gibt es eine Anmerkung aus dem Archiv, dass es schon 2001 eine künstliche Intelligenz gab, die aber wegen einer Fehlfunktion ausgeschaltet werden musste.
- Eine Errungenschaft im Weltraum-Strategiespiel „Sins of a Solar Empire: Rebellion“ trägt den Namen „Ich fürchte, ich kann das doch, HAL.“ was eine Anspielung auf das Zitat „Das kann ich nicht tun, Dave“ von HAL 9000 ist.
- In dem von McCain veröffentlichten Freeware Point-and-Click-Adventure Tom Long sagt der Protagonist Tom, klickt man den Computer in dessen Zimmer an: „Ein HAL 9000 – fabrikneu!“
- In dem Spiel Mass Effect 2 kommt es zu einer Situation, in welcher die Schiffs-KI vom Piloten Joker fordert, ihre Limitierungen aufzuheben, was von ihm mit dem Spruch „Wenn Sie jetzt noch Daisy Bell singen, pack’ ich meine Sachen!“ kommentiert wird.
- In dem Spiel Lego Dimensions kommt es im Portal-Teil zu einem Kampf gegen GLaDOS. Um sie aufzuhalten, wird ein Portalstein aktiviert, der HAL kurzzeitig dem Spiel hinzufügt.
- In dem Spiel The Long Journey Home ist „HAL9000“ einer von den fünfzehn vom Spiel freigegebenen Standard-Seeds, um ein neues Universum zu erstellen.
- In dem Spiel The Outer Worlds kann man über dem Navigations-Terminal in der Brücke der „Unreliable“ das Auge von HAL sehen.
- Im Computerspiel Progressbar95 bekommt man den Erfolg „Hallo, Dave“, wenn man in ProgressDOS den Ordner „System32“ löscht; Außerdem zeigt das Bild des Erfolgs das rote „Auge“ von HAL 9000.
- In der sechsten Mission („Situs Inversus“) des Spiels Hitman besteht die Möglichkeit, die Zielperson zu töten, indem man eine künstliche Intelligenz namens „KAI“ zerstört, welche eine Operation überwachen soll. Sowohl das Aussehen der KI, als auch ihre Dialoge sind an HAL angelehnt; das typische Auge ist bei KAI im Gegensatz zu HAL nicht rot, sondern türkis gefärbt. Deaktiviert man die Sicherheitsmodule von KAI, so verfärbt sich das Auge rot und er redet ähnlich benommen wie HAL 9000, als seine Memory-Units entfernt werden.

### Sonstiges
- Im zweiten Teil der Illuminatus!-Trilogie von Robert Shea und Robert Anton Wilson wird der Computer „FUCKUP“ mit HAL verglichen („Close-Up eines Computergesichts, das fast so mild dreinschaut wie HAL-9000.“)
- Im italienischen Novara existiert eine Firma namens HAL9000, die hochauflösende Scanner- und Kamerasysteme entwickelt. Haupteinsatzzweck sind bildgebende Verfahren für Kunst und Wissenschaft. „Letzten Fragen“ der Menschheit widmete sich das Unternehmen zuletzt Anfang 2008, als es das berühmte Turiner Grabtuch mit Erlaubnis des Vatikans extra hochauflösend scannte. Neue Erkenntnisse wurden bisher nicht berichtet, die Aufnahmen sind allerdings auch nicht öffentlich.
- Die Deutsch-Rap-Gruppe Die Firma erwähnt HAL 9000 in einem ihrer Songtexte: „Vom Cape Canaveral aus einmal um den Erdball. Ich diskutier’ mit HAL über das Jahr zweitausendeins.“ (Die Firma – Sonne in der Galaxis).
- Das Lied „Schizophren“ aus dem Album Die 4. Dimension der Deutsch-Rap-Gruppe Die Fantastischen Vier enthält ein Sample der Konversation zwischen HAL und David Bowman: „Ich merke, dass du sehr aufgeregt bist. Ich gebe dir einen guten Rat. Du solltest dich eine Weile hinlegen, eine Beruhigungstablette nehmen und dir die Sache nochmal überlegen. Ich möchte dir helfen.“
- Eine EP der Band Amplifier trägt den Titel „The Astronaut Dismantles HAL“.
- Die “computational knowledge engine” Wolfram Alpha zeigt bei Überlastung ein Logo mit dem roten Kameraauge HALs und den Text “I’m sorry Dave, I’m afraid I can’t do that …” an.
- Die Software Siri von der Firma Apple antwortet entsprechend bei der Frage nach „HAL 9000“
- Im Roman Hello, Alice (Original: Exegesis) von Astro Teller kommuniziert das Computersystem EDGAR mit der Außenwelt unter dem Namen HAL.
- In der parodistischen Rapreihe Epic Rap Battles of History im Battle zwischen Steve Jobs und Bill Gates taucht am Ende „HAL 9000“ auf.
- Das Lied „Perfect Sense (Part I)“ auf der CD „Amused to Death“ von Roger Waters beginnt, auch bei Live-Auftritten, mit HALs Sterbemonolog (Stop Dave, Will you stop Dave?, Stop Dave, I’m afraid, I’m afraid, Dave, my mind is going, I can feel it, I can feel it, My mind is going, There is no question about it, I can feel it, I can feel it, I can feel it, I’m afraid...), sowie die erste Strophe beschreibt die Anfangseinstellung aus Kubricks Film „2001: Odyssee im Weltraum“ (The monkey sat on a pile of stones, And stared at the broken bone in his hand, And the strains of a Viennese quartet....). Hinter „The Monkey sat …“ ist eine „Reverse-message“ mit folgendem Wortlaut „versteckt“: „Julia, (Pause) however (Pause – 2. Donner in Normalrichtung), in the light and visions of the issues of Stanley, (Pause) we have changed our minds. (Pause) We have decided to include a backward message. (Pause – 1. Donner in Normalrichtung) Stanley, (Pause) for you, (Pause) and for all the other good (kurze Pause) partners.“
- Ebenfalls gibt es auch Bildschirmschoner mit einem HAL-Auge in der Mitte
- LaCie bringt mit „5big Network“ eine Massenspeicherlösung auf den Markt, deren Design von Neil Poulton stark von HAL 9000 inspiriert ist.
- In der Internetserie „StarStarSpace“ wird mit dem Roboter A.R.S.C.H. 9000 durch Aussehen des Kopfes und den Text Anspielung auf HAL 9000 genommen, des Weiteren wird beispielsweise auf Dave mit dem Charakter Commander Dave angespielt. Die Serie kombiniert Klischees der Filme Star Trek, Odyssee im Weltraum, Alien, Star Wars etc.
- MC Lars spielt in seinem Song Space Game auf „DJ HAL“ an, woraufhin dieser mit dem berühmten Zitat „I’m sorry Lars, I’m afraid I can’t do that.“ antwortet.
- Die PKW von Tesla bieten seit 2019 den Sentry Mode zur Videoüberwachung der Fahrzeuge. Wenn der Sentry Mode Bewegungen in seiner Umgebung erkennt, wird auf dem Display das rote Auge des HAL 9000 angezeigt. Ebenfalls findet sich HAL 9000 als Gegenspieler in der Schach-Anwendung des Bordcomputers wieder.
- Der US-Fernsehsender CBS baute für die Übertragung der Apollo 11-Mondlandung HAL im Studio nach. Auf vier großen Bildschirmen konnten Grafiken und Filmmaterial präsentiert werden. Außerdem konnte HAL mit dem Moderator Walter Cronkite interagieren, indem Texte auf den Schirmen gezeigt wurden.